# La Chapelle-Saint-Laurent

La Chapelle-Saint-Laurent este o comună în departamentul Deux-Sèvres, Franța. În 2009 avea o populație de 1,848 de locuitori.